# Diocesi di Lafia
La diocesi di Lafia (in latino: Dioecesis Lafiensis) è una sede della Chiesa cattolica in Nigeria suffraganea dell'arcidiocesi di Abuja. Nel 2021 contava 296.087 battezzati su 2.665.771 abitanti. È retta dal vescovo David Ajang.

## Territorio
La diocesi comprende per intero lo stato nigeriano di Nassarawa.
Sede vescovile è la città di Lafia, dove si trova la cattedrale di San Guglielmo.
Il territorio è suddiviso in 15 parrocchie.

## Storia
La diocesi è stata eretta il 5 dicembre 2000 con la bolla Petitum est nuper di papa Giovanni Paolo II, ricavandone il territorio dall'arcidiocesi di Jos e dalla diocesi di Makurdi.

## Cronotassi dei vescovi
Si omettono i periodi di sede vacante non superiori ai 2 anni o non storicamente accertati.
- Matthew Ishaya Audu (5 dicembre 2000 - 6 gennaio 2020 nominato arcivescovo di Jos)[1]
- David Ajang, dal 31 marzo 2021

## Statistiche
La diocesi nel 2021 su una popolazione di 2.665.771 persone contava 296.087 battezzati, corrispondenti all'11,1% del totale.
| anno | popolazione | popolazione | popolazione | presbiteri | presbiteri | presbiteri | presbiteri                | diaconi | religiosi | religiosi | parrocchie |
| anno | battezzati  | totale      | %           | numero     | secolari   | regolari   | battezzati per presbitero | diaconi | uomini    | donne     | parrocchie |
| ---- | ----------- | ----------- | ----------- | ---------- | ---------- | ---------- | ------------------------- | ------- | --------- | --------- | ---------- |
| 2000 | 72.000      | 1.510.000   | 4,8         | 27         | 19         | 8          | 2.666                     |         | 8         | 21        | 13         |
| 2001 | 175.671     | 1.558.250   | 11,3        | 21         | 17         | 4          | 8.365                     |         | 4         | 19        | 14         |
| 2002 | 182.997     | 1.598.230   | 11,4        | 30         | 23         | 7          | 6.099                     |         | 7         | 20        | 14         |
| 2003 | 187.084     | 1.869.564   | 10,0        | 31         | 24         | 7          | 6.034                     |         | 7         | 19        | 15         |
| 2004 | 189.686     | 1.867.241   | 10,2        | 34         | 26         | 8          | 5.579                     |         | 8         | 20        | 15         |
| 2013 | 226.576     | 2.315.552   | 9,8         | 56         | 40         | 16         | 4.046                     |         | 16        | 54        | 17         |
| 2016 | 252.511     | 2.437.151   | 10,4        | 75         | 49         | 26         | 3.366                     |         | 27        | 76        | 14         |
| 2019 | 265.561     | 2.556.410   | 10,4        | 81         | 62         | 19         | 3.278                     |         | 19        | 70        | 15         |
| 2021 | 296.087     | 2.665.771   | 11,1        | 90         | 69         | 21         | 3.289                     |         | 21        | 85        | 15         |